# Firewind
Firewind is een power metalband uit Thessaloniki, Griekenland, opgericht in 1998 door Gus G, die tevens de belangrijkste sologitarist van de groep is. De muziek van Firewind kenmerkt zich door klassieke powermetalstructuren, originele ingewikkelde riffs, heldere zang en unieke gitaarsolo's. De band heeft negen studioalbums uitgebracht en heeft internationaal succes geboekt.

## Bezetting
In de eerste jaren van het bestaan van de band, wisselde de bezetting regelmatig. Nadat Apollo Papathanasio bij de band gekomen was, kort na het verschijnen van het vierde album, bleef de bezetting echter stabiel. 
- Zang - Herbie Langhans
- Drum - Johan Nunez
- Gitaar - Gus G
- Basgitaar - Petros Christo

## Ex-leden
- Bob Katsionis
- Henning Basse
- Brandon Pender
- Stephen Fredrick
- Chitral Somapala
- Kostas Exarhakis
- Matt Scurfield
- Brian Harris
- Stian Kristofferse
- Mark Cross
- Michael Ehré
- Apollo Papathanasio

## Discografie
Demo albums
- Nocturnal Symphony (1998)

Studio albums
- Between Heaven and Hell (2002)
- Burning Earth (2003)
- Forged by Fire (2005)
- Allegiance (2006)
- The Premonition (2008)
- Days of Defiance (2010)
- Few Against Many (2012)
- Immortals (2017)
- Firewind (2020)
- Stand United (2024)

Live albums
- Live Premonition (2008)
- Apotheosis - Live 2012 (2013)

Compilatie albums
- Melody and Power(2002)
- Century Media Records: Covering 20 Years of Extreme (2008)

DVDs
- "Live Premonition" (2008)

Singles
- "Falling to Pieces" (2006)
- "Breaking the Silence" (2007)
- "Mercenary Man" (2008)
- "World on Fire" (2010)
- "Embrace the Sun" (2011)
- "Wall of Sound" (2012)
- "Hands of Time" (2016)
- "Ode to Leonidas" (2016)
- "Rising Fire" (2020)

Muziek-videos
- "I am the Anger" (2003)
- "The Fire and the Fury" (2004)
- "Tyranny" (2005)
- "Falling to Pieces" (2006)
- "Breaking the Silence" (2007)
- "Mercenary Man" (2008)
- "Head Up High" (2008)
- "World on Fire" (2010)
- "Embrace the Sun" (2011)
- "Wall of Sound" (2012)
- "Edge of a Dream" (feat. Apocalyptica) (2012)
- "Ode to Leonidas" (2016)
- "Lady of 1000 Sorrows" (2017)
- "We Defy" (2018)
- "Rising Fire" (2020)
- "Welcome To The Empire" (2020)
- "Devour" (2021)
- "New Found Power" (2021)